# 1367 Nongoma
1367 Nongoma (1934 NA) là một tiểu hành tinh vành đai chính được phát hiện ngày 3 tháng 7 năm 1934 bởi C. Jackson ở Johannesburg.